# Где ты, моя Зульфия?
«Где ты, моя Зульфия?» (узб. Yor-yor/Ёр-ёр) — советский художественный фильм режиссёра Али Хамраева. Фильм создан на киностудии «Узбекфильм» в 1964 году. Фильм считается народной узбекской комедией.

## Сюжет
В фильме рассказывается о парне который влюбляется в девушку, которую он увидел на экране телевизора и решил её найти. О том, как в поисках Зульфии Бахтияр вместе с отцом исколесил много дорог Узбекистана и в конце концов нашёл Зульфию в Ташкенте, и рассказывает фильм.